# Distretto urbano di Kahama
Il distretto urbano di Kahama è un distretto della Tanzania situato nella regione di Shinyanga. È suddiviso in 20 circoscrizioni (wards) e conta una popolazione di 242 208 abitanti (censimento 2012).
Elenco delle circoscrizioni:
- Busoka
- Isagehe
- Iyenze
- Kagongwa
- Kahama Mjini
- Kilago
- Kinaga
- Majengo
- Malunga
- Mhongolo
- Mhungula
- Mondo
- Mwendakulima
- Ngogwa
- Nyahanga
- Nyandekwa
- Nyasubi
- Nyihogo
- Wendele
- Zongomera